# العلاقات الجزائرية المغربية
العلاقات المغربية الجزائرية، تشير إلى العلاقات الثنائية بين المملكة المغربية والجمهورية الجزائرية.
افتتحت الجزائر في المغرب قنصلية عامة بالرباط، وقنصليتين بالدار البيضاء ووجدة. في المقابل افتتح المغرب في الجزائر سفارة وقنصلية عامة في الجزائر العاصمة، فضلا عن قنصليتين في وهران وسيدي بلعباس. شابت العلاقات بين الدولتين الواقعتين في شمال إفريقيا عدة أزمات منذ استقلالهما، مثل حرب الرمال عام 1963، وحرب الصحراء الغربية 1975-1991، وإغلاق الحدود الجزائرية المغربية عام 1994، والخلاف المستمر حول الوضع السياسي للصحراء الغربية وتوقيع اتفاقية التطبيع بين إسرائيل والمغرب في إطار اتفاقيات إبراهيم عام 2020.
وفي 24 أغسطس 2021، قطعت الجزائر علاقاتها مع المغرب. واعتبارًا من مارس 2023، ذكر الرئيس الجزائري عبد المجيد تبون إن العلاقات بين البلدين وصلت إلى “نقطة اللاعودة" بسبب ما سماه "استفزاز المغرب المستمر للجزائر”.

## المقارنة بين الدولتين
|                  | الجزائر                   | المغرب                    |
| ---------------- | ------------------------- | ------------------------- |
| علم              |                           |                           |
| شعار             |                           |                           |
| تعداد السكان     | 45,729,782 نسمة (2022).   | 37,945,219 نسمة (2022).   |
| المساحة          | 2,381,741 كيلومتر مربع    | 710,850 كيلومترا مربعا    |
| الكثافة السكانية | 18.41 كيلومتر مربع        | 50.0 كيلومتر مربع         |
| العاصمة          | الجزائر                   | الرباط                    |
| المدينة الأكبر   | الجزائر                   | الدار البيضاء             |
| الحكومة          | نظام شبه رئاسي            | ملكية دستورية             |
| القائد الحالي    | عبد المجيد تبون           | محمد السادس               |
| اللغات الرسمية   | اللغة العربية             | اللغة العربية             |
| الدين الرئيسي    | 99٪ إسلام سني، 1٪ آخرون   | 99٪ إسلام سني، 1٪ آخرون   |
| الجماعات العرقية | 99٪ عرب وأمازيغ، 1٪ آخرون | 99٪ عرب وأمازيغ، 1٪ آخرون |

## تاريخ
التوتر والخلاف والمواجهة العسكرية وفي أفضل الأحوال الفتور أهم ما ميّز علاقات الجارين منذ فجر استقلال الجزائر عام 1962. بينما كانت مصر والاتحاد السوفياتي السابق وكوبا يقفون إلى جانب الجزائر وجبهة التحرير الجزائرية أثناء حرب الاستقلال كان المغرب يصنف في محور الدول المؤيدة. ورغم التأييد التي قدمها المغرب لجبهة التحرير الجزائرية خلال حرب التحرير ضد الاستعمار الفرنسي ظلت القيادة الجزائرية الشابة بعد الاستقلال تتوجس من نوايا المغرب بسبب مطالبة الأخير بمنطقتي بشار وتندوف اللتين كانتا تحت السيطرة الفرنسية منذ 1950.
واتهم المغرب فرنسا بمحاباة الجزائر لدى ترسيم الحدود بين البلدين ونشر المغرب أواسط عام 1962 قواته في منطقة تقع خارج خط الحدود التي رسمتها فرنسا البلدين.
توجه 350 ألف مغربي عام 1975 إلى الصحراء الغربية بينما كانت اسبانيا تتأهب لإنهاء استعمارها للمنطقة المترامية الأطراف، هيأت الخطوة المغربية التربة لاندلاع حرب بين البلدين خلال عامي 1963 و1964 وبدأت بمناوشات متفرقة لكنها تصاعدت وتيرة القتال بشدة في أكتوبر/ تشرين الأول 1963 واستمرت الاشتباكات والمناوشات حتى العام التالي. توقفت الحرب بعد تدخل الجامعة العربية والاتحاد الافريقي وتم التوصل إلى وقف لإطلاق النار بين الطرفين لكن الحرب تركت أثراً لا يمحى في جسد علاقات البلدين. كما أضافت تحالفات واستقطابات الحرب الباردة بين الشرق والغرب عنصرا خلافيا في علاقات البلدين، فبعد الإطاحة بحكم أحمد بن بلة في الجزائر ووصول هواري بومدين إلى الحكم في الجزائر تراجع التوتر بين البلدين لفترة مؤقتة وتوصل البلدان إلى اتفاق لرسم الحدود بين البلدين.
لكن ما لبث أن عاد التوتر وتأزمت علاقات البلدين وازدادت تعقيدا بعد تنظيم المغرب ما يعرف بـ «المسيرة الخضراء» عام 1975، حيث زحف نحو 350 ألف شخص إلى مناطق بالصحراء الغربية، منهياً بذلك وجود الاستعمار الاسباني في المنطقة.
وأدى الدعم العلني الذي قدمته الجزائر لجبهة البوليساريو التي ناهضت ما تسميه الاحتلال المغربي للصحراء الغربية إلى اندلاع مناوشات عسكرية بين البلدين عام 1976.
وقدمت الجزائر لاحقا الملجأ لعدد من أبناء الصحراء الغربية وآوتهم في مخيمات بواحة تندوف وفي مخيمات تندوف، حيث أعلن عن إقامة الجمهورية الصحراوية وكانت الجزائر أول دولة تعترف بالجمهورية الوليدة.
وفي عام 1978 توفي هواري بومدين وحل مكانه في الرئاسة الشاذلي بن جديد الذي بدا أنه ينتهج سياسية خارجية أكثر حذراً وأقل «ثورية» من السابق. ورغم تكرار الاتهامات المغرية للجزائر أوائل ثمانينيات القرن الماضي بمشاركة قواتها في معارك الصحراء الغربية لكن الأخيرة كانت تنفي ذلك تماما.
ورغم تأسيس اتحاد المغرب العربي في 1989، إلا أنه عجز عن الاجتماع في قمم اقتصادية، بسبب الخلاف السياسي بين الجارين، وعقدت آخر قمة اقتصادية له في 1994.
وتعمل الدولتان على تشديد الحماية العسكرية على الحدود البرية، إضافة إلى إنشاء أسوار عالية لمنع عمليات التسلل والتهريب عبر الحدود خاصة من طرف الجزائر لمنع تهريب الحشيش.
توقفت جبهة البوليساريو عن شن عمليات عسكرية ضد القوات المغربية خلال السنوات القليلة الماضية.
وفي أواخر تسعينيات القرن الماضي قام المغرب بنقل بعض قواته من الصحراء الغربية ونشرها على الحدود بين البلدين.
كما أغلقت الحدود البالغ طولها 1559 كم بين البلدين بعد وقوع تفجيرات في مدينة مراكش المغربية عام 1994، إذ فرض الملك الراحل الحسن الثاني على الجزائريين التأشيرة لدخول المغرب وردت عليه الجزائر بغلق الحدود البرية بحجة أن قرار فرض التأشيرة «أحادي الجانب».
ورغم تبادل الزيارات والرسائل بين مسؤولي البلدين وقادتهما لا يزال الجمود يسيطر على علاقات البلدين على جميع المستويات بينما لا تزال قضية الصحراء الغربية عالقة دون التوصل إلى حل يلقى رضى وقبول جبهة البوليساريو والجزائر من جهة والمغرب من جهة أخرى.
في سنة 1994، تم غلق الحدود البرية بين الجزائر والمغرب، على خلفية تفجير فندق أسني في مراكش، والذي قرر عقبه الملك الحسن الثاني فرض التأشيرة على الجزائريين، ليأتي قرار الرئيس اليمين زروال بغلق الحدود البرية بين البلدين.
في سنة 2019، عيّنت الجزائر عبد الحميد عبداوي سفيراً جديداً لها في المغرب.
في 6 يوليو 2020، عيّن الملك محمد السادس، سفيراً جديداً في الجزائر وهو عبد الرحيم موزيان.
في 31 يوليو 2021، خلال خطاب الملك محمد السادس إلى الأمة بمناسبة الذكرى الثانية والعشرين لعيد العرش المجيد، دعا الملك لتجاوز الخلافات بين المغرب والجزائر، كما دعا الملك لفتح الحدود بين البلدين، وهو الطلب الذي لم تستجب له الجزائر.
في 24 أغسطس 2021، أعلنت الجزائر عبر وزير خارجيتها قطع علاقاتها الدبلوماسية مع المغرب، وصرح وزير الخارجية الجزائري رمطان لعمامرة قائلًا «لم تتوقف الأعمال العدائية من المملكة المغربية ضد الجزائر». ذكر الوزير الجزائري أيضًا أن قطع العلاقات نافذ من اليوم، لكن القنصليات في البلدين ستظل مفتوحة. ردًّا على هذا القرار الجزائري، أصدرت وزارة الخارجية المغربية بيانًا جاء فيه أن القرار الجزائري «كان متوقعًا بالنظر إلى منطق التصعيد الذي تم رصده في الأسابيع الأخيرة».
في 31 أكتوبر 2021، أعلنت الجزائر إيقاف أنبوب الغاز الجزائري المار من المغرب إلى إسبانيا.
في يوم الخميس 26 سبتمبر 2024 قررت الحكومة الجزائرية إعادة العمل الفوري بنظام التأشيرات وَضرورة حصول حاملي جوازات السفر المغربية على تأشيرة لدخول البلاد، مشيرة إلى التهديدات التي يشكلها النظام المغربي على الأمن وَالاستقرار الوطني. جاء هذا الإعلان في بيان صادر عن وزارة الشؤون الخارجية، حيث أكد التزام الجزائر بالحفاظ على الروابط الإنسانية والعائلية على الرغم من قطع العلاقات الدبلوماسية مع المغرب في أغسطس 2021. وَوجه البيان اتهامات للمغرب باستغلال إعفاء التأشيرات للانخراط في الجريمة المنظمة وَتهريب المخدرات وَ الهجرة غير الشرعية وَالتجسس، بالإضافة إلى تسهيل دخول عناصر استخباراتية صهيونية. وَتطبيق الجزائر رقابة صارمة على الحدود استجابةً لهذه التهديدات، مع تحميل المغرب مسؤولية تدهور العلاقات الثنائية بسبب تصرفاته العدائية.

## نزع ملكية مقر سفارة الجزائر
في 17 مارس 2024، أصدرت وزارة الخارجية الجزائرية بلاغا يدعي أن المملكة المغربية قامت بنزع ملكية مقرات سفارة الجمهورية الجزائرية بالرباط العاصمة؛ غير أنه وتبعا لاتفاقية فيينا للعلاقات القنصلية لعام 1961 و 1963، والتي تحدد إطارا للعلاقات القنصلية بين الدول المستقلة، تشترط أن يكون تعزيز للعلاقات التجارية والاقتصادية بين البلدين قائما، غير أن الجزائر قطعت علاقاتها الديبلوماسية من جانب واحد مع المغرب في 24 غشت 2021 وأمرت باستدعاء سفيرها، أما بخصوص العقارات التي نزعت السلطة العمومية المغربية بالرباط ملكيتها هي عقارات ليست تابعة للسفارة الجزائرية، بل إن مباني المستشارية ومقر إقامة السفارة الجزائرية في الرباط لم تتأثر بأي إجراء وأن عملية التوسيع التي عرفتها وزارة الخارجية المغربية في السنوات الأخيرة شملت مبان دبلوماسية عديدة، لا سيما التابعة منها لكوت ديفوار وسويسرا.
نددت وزارة الشؤون الخارجية الجزائرية بـ"الاستفزازات" المغربية. جاء ذلك بعد تقارير حول توجه المملكة نحو مصادرة ممتلكات تابعة للسفارة الجزائرية في الرباط. وقالت الوزارة في بيان "شرعت المملكة المغربية في مرحلة تصعيدية جديدة في سلوكياتها تجاه الجزائر، على شاكلة ما تم تسجيله مؤخرا من مشروع يهدف لمصادرة مقرات تابعة لسفارة الدولة الجزائرية في المغرب". وقطعت الجزائر علاقاتها بالمغرب في آب/أغسطس 2021 بسبب ما قالت إنها "أعمال عدائية" من المملكة تجاه جارتها الشرقية.
فيما أكد مصدر دبلوماسي، أن المغرب “لا يسعى إلى التصعيد أو الاستفزاز” ضد الجزائر، مؤكدا أن إجراءات ضم المباني التابعة للسفارة الجزائرية بالرباط “ما زالت تراوح مكانها”.
وأكد المصدر أن المغرب ما فتئ يعمل على “الحفاظ على علاقة ودية بين البلدين وعلى الأخوة بين الشعبين”، معتبرا أن حديث الخارجية الجزائرية عن “مصادرة ممثلياتها الدبلوماسية في المغرب” مجرد “ادعاءات لا أساس لها من الصحة”.
وأوضح المصدر الدبلوماسي أن مباني المستشارية ومقر إقامة السفارة الجزائرية في الرباط “لا تتأثر بأي إجراء”، مبرزا أنه خلافا لما تدعيه السلطات الجزائرية “لم تتم مصادرة المستشارية ومقر إقامة السفير الجزائري السابق في الرباط الذي عرضت السلطات المغربية أرضه مجانا”.
وأكد المصدر عينه أن المغرب “يحترم هذه الأسس ويحميها، حتى في غياب الامتيازات والحصانات عقب خرق الجزائر للعلاقات الدبلوماسية من جانب واحد”، لافتا إلى أن المغرب لم يناقش مع السلطات الجزائرية سوى مبنى واحد، وهو مكان غير مستخدم بالأساس”.
وتابع مبينا أن عملية التوسيع التي تعرفها وزارة الخارجية المغربية في السنوات الأخيرة شملت “مبان دبلوماسية عديدة، لا سيما التابعة منها لكوت ديفوار وسويسرا”، وزاد موضحا: “منذ أكثر من عامين، كانت السلطات الجزائرية على علم بهذه الإجراءات بشفافية تامة”.
وأفاد مصدر بأن الوزارة أبلغت، في وقت مبكر من يناير 2022، “رسميا وفي مناسبات عديدة، السلطات الجزائرية برغبة الدولة المغربية في شراء المبنى المذكور وديا”، مؤكدا أن “القنصل العام للجزائر في الدار البيضاء استقبل في الوزارة بما لا يقل عن 4 مرات بهذا الخصوص”، كما أحيلت “8 مراسلات رسمية إلى السلطات الجزائرية التي ردت بما لا يقل عن 5 مراسلات رسمية”.
علاوة على ذلك، سجل المصدر عينه أن السلطات الجزائرية ردت، في “اثنتين من مراسلاتها، على العرض المغربي بالإشارة إلى أن تقييما مملوكا للدولة لهذه الممتلكات جار وأنها ستبلغ استنتاجاتها بمجرد الانتهاء منها”، قبل أن تضيف أن “الإفراج عن المبنى وإزالة محتوياته سيتم وفقا للأعراف الدبلوماسية بمجرد الانتهاء من عملية البيع”.
وفي رسالة أخرى، أبلغت السلطات الجزائرية أيضا خطيا أنها “قررت الشروع في إجراء لنزع ملكية بعض الممتلكات في المنطقة القريبة من قصر الشعب للمرافق العامة، وبالتالي استعادة ملكية سفارة المملكة المغربية”.
وخلافا للتقديرات التقريبية الواردة في بيان وزارة الخارجية الجزائرية، أكد المصدر أن المغرب يضطلع “تماما بمسؤولياته والتزاماته بموجب اتفاقية فيينا للعلاقات الدبلوماسية لعام 1961”.

#### مدخل قانوني
بالنسبة لـالقانون المغربي فقد نص القانون رقم 7.81 المتعلق بنزع الملكية من أجل المنفعة العامة، نص الفصل 4 منه أنه "لا يجوز نزع ملكية المباني ذات الصبغة الدينية المعدة لإقامة مختلف الشعائر وكذا المقابر والعقارات التابعة للملك العام والمنشآت العسكرية" وبالتالي فلا تدخل ممتلكات الدول الأجنبية ضمن نطاق هذا الفصل.